# Георг Фугер
Георг Фугер (на немски: Georg Fugger; * 10 май 1453, Аугсбург; † 14 март 1506, Аугсбург) от фамилията Фугер от линията „Лилията“ (фон дер Лилие), е господар на дворец Гьопинген и търговец.

## Биография
Той е син, шестото дете, на банкера Якоб Фугер Стари (1398 – 1469) и съпругата му Барбара Безингер (1419 – 1497).
Георг Фугер участва в търговската фирма Ulrich Fugger und seine Gesellschaft, първата в Европа, заедно с братята си Улрих (ръководител в Аугсбург), Георг (ръководител на филиала в Нюрнберг) и Якоб (за интернационалнте връзки). Фирмата скоро сменя името си на „Ulrich Fugger und Gebrüder von Augsburg“. През 1494 г. фирмата има печалба над 54 000 гулдена.
Георг Фугер умира на 52 години на 14 март 1506 г. в Аугсбург. Фамилията му, линията „Лилия“, днес е жива.

## Фамилия
Георг Фугер се жени на 11 ноември 1486 г. в Аугсбург за Регина Имхоф (* 1465/1468; † 13 март 1526, Аугсбург), от патрицианска фамилия от Нюрнберг, дъщеря на Петер Имхоф († сл. 1503) и Регина Валтер (1444 – 1514). Те имат шест деца:
- Ханс (* 1487, Аугсбург; † млад)
- Маркус (Маркс) Фугер (* 27 март 1448, Аугсбург; † 19 април 1478, Рим), каноник в Аугсбург, Регенсбург
- Раймунд Фугер (* 24 октомври 1489, Аугсбург; † 3 декември 1535, Микхаузен), имперски граф, господар на Кирхберг-Вайсенхорн, търговец и банкер
- Антон Фугер (* 10 юни 1493, Аугсбург; † 14 септември 1560, Аугсбург), граф фон Кирхберг-Вайсенхорн, търговец и банкер
- Петер (* 1495, Аугсбург; † млад)
- Регина Фугерин (* 7 ноември 1499, Аугсбург; † 1531/26 декември 1552/1553, Аугсбург), омъжена 1512 г. за Ханс II Паумгартнер († 1549)